# 馬莫杜·施斯
施斯（Mamoudou Cisse，1986年4月6日—），全名為馬莫杜·施斯，是幾內亞的足球運動員，司職後衛，現時效力香港甲組足球聯賽球隊淦源。

## 外部連結
- 施斯個人網頁
- 香港足球總會網頁球員註冊資料 （页面存档备份，存于）
- 愉園足球隊球員資料[永久]